# Latvijas čempionāts futbolā 1921
L'edizione 1921 del Latvijas čempionāts futbolā fu la 1ª del massimo campionato lettone di calcio.

## Avvenimenti
Il campionato non venne completato a causa dell'improvviso inverno.

## Squadre partecipanti
- Ķeizarmežs (in testa al momento della sospensione)
- Union Riga
- JKS Riga
- Karaskola Riga